# Пожар в Ярославле (1768)

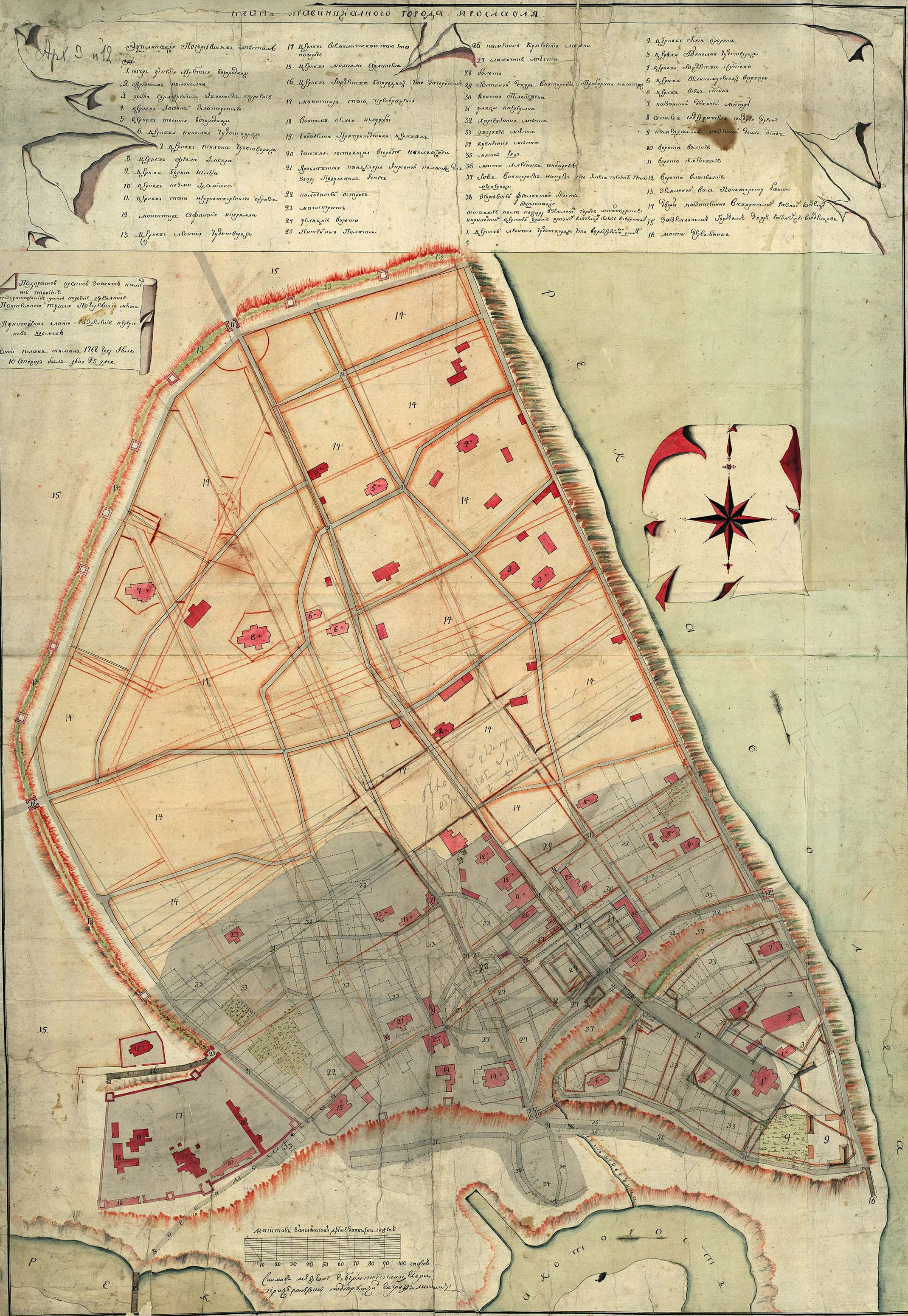
План Ярославля 1768 года.
Тёмным выделены погоревшие места,
красным — каменные строения,
пунктиром — разделение переулков и домовладений.
Подписаны все погоревшие каменные здания.
Красные и серые линии — неосуществлённый проект перепланировки города.

Пожар 25 июня (6 июля) 1768 года — один из крупнейших пожаров в истории Ярославля. Послужил поводом к перепланировке города в соответствии с принципами классицизма.

## Ход событий
Пожар начался в 5:00 25 июня (6 июля) 1768 года неподалёку от компанейской конторы и отрядов в питейном доме, где располагалась харчевня. Харчевник, государственный крестьянин деревни Кривика Ярославского уезда Василий Филипов варил рыбу, когда к нему вбежали люди и сказали, что горит крыша. К огню стал сбегаться народ. Потушить крышу не удалось из-за ветра.
От сильного порывистого ветра головни стали разлетаться, и огонь перешёл на ближайшие к питейному дому частные строения и церковь. От церкви огонь перешёл на торговые ряды, а через них и площадь мимо здания Ярославской воеводской канцелярии на другую церковь напротив тюремного острога.
Присутствующие Канцелярии и прокурор с подкомандующим прибыли на пожар тут же. Сначала они пытались спасти казну и документы из канцелярии, но вскоре загорелись дворы вокруг канцелярии, и всё, что им оставалось сделать — закрыть все двери и окна железными затворами и спасаться самим. Прокурору пришлось отправить колодников из горящего острога на берег реки Которосли.
Пожар распространялся быстро, «в одно краткое самое время» горело уже во многих местах. «Весь город вдруг почувствовал великий страх и опасность», и ярославцы побежали спасать свои дома.
В результате пожара погибло 2 человека, ещё двое пропали без вести.

## Ущерб
В Спасском монастыре обгорел собор; выгорела церковь Рождества Христова; сгорели главы, кровли, лестницы, полы, крыльца, двери и окна на других церквах, ограде и прочих каменных строениях монастыря; сгорели деревянные конюшни, каретник, скотник, стойла, два амбара, бани, пекарня, мосты, колодец; потрескались некоторые каменные стены; попадали колокола; общий урон составил более 24 тысяч рублей. В Афанасьевском монастыре погорели главы и кровли на холодной Кирилло-Афанасьевской и тёплой митрополита Алексея церквах, колокольне, каменных воротах и часовне; все паперти и всходы; без остатку выгорели деревянные ограды, игуменские и братские кельи; весь ущерб составил 1 тысячу рублей. Выгорело подворье Толгского монастыря в Кремле на 400 рублей. Казанский монастырь не пострадал.
В Архиерейском доме обгорели каменные палаты, сгорели деревянные покои, переходы, баня с сенями и двумя светлицами, сарай, два погреба, кровли на выходе, пострадали въездные ворота; общий урон составил 2 тысячи рублей.
В Успенском соборе сгорели пять глав, опаянных жестью, упавшие кресты проломили тесовую кровлю на трёх церковных всходах и ризнице. Общий урон составил 3 тысячи рублей.
Пострадали главы и крыши, имущество и др. в 14 из 45 приходских церквей; общий им ущерб составил 4433 рубля. В том числе погорели церкви в Кремле: холодная и тёплая церковь Иоанна Златоуста на 275 рублей; новопостроенная церковь Толгской Богоматери на 230 рублей; церковь Тихона-чудотворца на 200 рублей; Николо-Рубленская церковь на 350 рублей; церковь Флора и Лавра на 630 рублей, также семь мучных и семь лапотных церковных лавок на 1150 рублей; холодная церковь Бориса и Глеба на Волжском берегу и тёплая церковь Тихвинской Богоматери на 500 рублей; дом пономаря на 120 рублей; церковь Козьмы и Дамиана на 250 рублей; церковь Воскресения Христова на 500 рублей; церковь Спаса Нерукотворного на 200 рублей; церковь Леонтия Ростовского на 300 рублей; церковь Спаса Всемилостивого на 350 рублей; церковь архистратига Михаила на 400 рублей. За пределами Земляного города погорела церковь Рождества Богородицы на 250 рублей.
Общий урон имуществу церкви составил 41721 рубль.
Погорели крыши канцелярии и трёх её палаток, магистрата, острога и казарм. Из нежилых строений сгорели колодничья изба, полицмейстерская контора, старшинской словесный суд, гостиный двор; компанейская контора на 700 рублей; деревянное строение с товаром у фабрикантской каменной палатки на 3477 рублей; пивоварня на 850 рублей; 5 питейных домов с ледниками на 250 рублей; торговая баня на 250 рублей. Сгорело множество жилых строений: 77 из 632 домов помещиков, чиновников, отставных солдат и других разночинцев на 10462 рубля; 48 домов попов и причетников на 5985 рублей; 159 из 1877 купеческих домов. Купечество также потеряло 39 из 94 постоялых дворов, 593 из 684 лавок, 13 амбаров, 131 из 145 шалашей, 50 из 75 лавочных полков, 8 харчевен, 37 из 46 кузниц. Не пострадали 10 заводов и 10 фабрик. Общий урон купечеству составил 226073 рубля.
Из товаров также сгорели 234 пуда казённой соли; 569 пудов частного бузуна; напитки коронного поверенного 11298,5 вёдер на 2759 рубля; водка сладкая 95 штофов на 118,75 рубля; 972 четверти хлеба на 1686 рублей; мёд и прочие припасы на 3579 рублей.
В Канцелярии погорели дела и книги; из бывших в ней 1861 рубля обгорело 1266 рублей, из них 66 рублей пришли в полную негодность. Хотя здания полицмейстерской конторы и магистрата пострадали, дела и казны их остались целы.
Общий урон от пожара (без учёта 12 разночинских дворов) составил 290799 рублей.

## Последствия
Погорельцам были временно отведены квартиры от магистрата. Только в ноябре было получено разрешение построить на месте сгоревших зданий простые деревянные строения, но так, чтобы они не мешали будущему регулярному строению. В городе была запрещена топка печей летом.
Пожар 1768 года сам по себе и наличие расчищенной им городской территории привели к окончательному решению о составлению нового плана города Ярославля, утверждённому императрицей Екатериной II 8 (19) сентября 1769 года. Развернувшееся каменное строительство положило конец общегородским пожарам и придало городу «благообразный вид», удостоенный в 2005 году статуса объекта Всемирного наследия.